# مانت موریس (پنسیلوانیا)
مانت موریس (به انگلیسی: Mount Morris) یک منطقهٔ مسکونی در ایالات متحده آمریکا است که در شهرستان گرین، پنسیلوانیا واقع شده‌است. مانت موریس ۶٫۹۵ کیلومتر مربع مساحت و ۷۳۷ نفر جمعیت دارد و ۲۸۵٫۹۱ متر بالاتر از سطح دریا واقع شده‌است.